# Luisa Regimenti
Luisa Regimenti, née le 5 juin 1958 à Rome, est une femme politique et médecin italienne. Elle est élue députée européenne le 26 mai 2019.

## Biographie
Elle est diplômée en médecine et s'est spécialisée en médecine légale. Elle travaille comme médecin. Elle est la présidente nationale de l'Association nationale des médecins légistes - médecine contemporaine.

### Politique
Elle est responsable de la santé et du troisième secteur de la Ligue du Latium. Elle est élue députée européenne le 26 mai 2019.
Le 21 juin 2021, elle quitte la Ligue, espérant un grand parti uni de centre-droit en rejoignant Forza Italia. 

### Vie privée
Mariée, elle a deux filles. Son père, Andrea Regimenti, est originaire de Fano Adriano, un petit village situé au pied du Gran Sasso d'Italia, côté Teramo, auquel Luisa Regimenti est très attachée.